# Stanisław Wideł
Stanisław Wideł (ur. 14 sierpnia 1896 w Marcinkowicach, powiat nowosądecki, zm. 19 czerwca 1942 w Auschwitz-Birkenau) – major piechoty Wojska Polskiego.

## Życiorys
Ukończył szkołę powszechną oraz gimnazjum w Nowym Sączu.
W sierpniu 1914, jako osiemnastolatek, zgłosił się jako ochotnik do Legionów Polskich. Otrzymał przydział do 3. Pułku Piechoty Legionów, późniejszego 15. Pułku Strzelców. W maju 1918 roku, po bitwie pod Kaniowem, dostał się do niemieckiej niewoli, gdzie przetrzymywano go do końca roku.
Po powrocie wstąpił do Wojska Polskiego, został przydzielony do baonu zapasowego 1. Pułku Strzelców Podhalańskich. Mianowany podporucznikiem, dowodził plutonem w I batalionie tego pułku. We wrześniu 1919 ranny na froncie galicyjsko-wołyńskim. Po powrocie do zdrowia podjął służbę, m.in. jako adiutant, a następnie dowódca III batalionu w 75 Pułku Piechoty.
Od września 1937 dowodził Chorzowskim Batalionem Obrony Narodowej, który zorganizował od podstaw z ochotników, działających w polskich organizacjach społecznych. Tuż przed wybuchem wojny batalion liczył ponad pół tysiąca ludzi, w tym 20 oficerów oraz ponad 120 podoficerów. Uzbrojony był w typową dla tamtego okresu broń powtarzalną – karabiny (kb) i karabinki (kbk), ponadto 18 ciężkich karabinów maszynowych (ckm) oraz dwa moździerze. Na stopień majora został mianowany ze starszeństwem z 19 marca 1938 i 5. lokatą w korpusie oficerów piechoty. W 1939 obowiązki dowódcy batalionu łączył z funkcją komendanta 75 Obwodu Przysposobienia Wojskowego w Chorzowie.
Tydzień przed wybuchem II wojny światowej, po zarządzeniu mobilizacji, batalion ON został rozformowany; jego żołnierze zostali włączeni do batalionów km specjalnych Grupy Fortecznej Obszaru Warownego „Śląsk”.
Niespełna trzy tygodnie po wybuchu wojny mianowany komendantem obwodu Służby Zwycięstwa Polski Nowy Sącz. Pod koniec 1939 organizował zbrojny ruch oporu w sądeckiem. Jego sztab znajdował się w Stróżach w domu Wincentego Schónemanna-Łuniewskiego, który pełnił funkcję jego zastępcy. W lutym 1940 zmienił miejsce zamieszkania, przeniósł się do Bobowej do domu Witolda Pruskiego komendanta miejscowej placówki ZWZ. Na skutek denunacji został aresztowany przez niemieckie „Gestapo” w marcu 1941 roku. Został osadzony w krakowskim więzieniu na Montelupich. Stamtąd został przewieziony do obozu koncentracyjnego w Auschwitz, a następnie, w czerwcu 1942 roku, rozstrzelany.

## Ordery i odznaczenia
- Krzyż Niepodległości
- Srebrny Krzyż Zasługi